# Vriesea languida
Vriesea languida är en gräsväxtart som beskrevs av Lyman Bradford Smith. Vriesea languida ingår i släktet Vriesea och familjen Bromeliaceae. Inga underarter finns listade i Catalogue of Life.